# Kalophrynus interlineatus
Espèce
Synonymes
- Engystoma interlineatum Blyth, 1855 "1854"

Statut de conservation UICN

 LC  : Préoccupation mineure
Kalophrynus interlineatus est une espèce d'amphibiens de la famille des Microhylidae.

## Répartition
Cette espèce se rencontre dans le Sud-Est asiatique :
- en Birmanie ;
- dans le sud de la Chine dans les provinces du Yunnan, du Guangdong, du Guangxi et de Hainan et à Hong Kong.
- en Thaïlande ;
- au Cambodge ;
- au Laos ;
- au Viêt Nam ;
- en Malaisie péninsulaire.

## Description

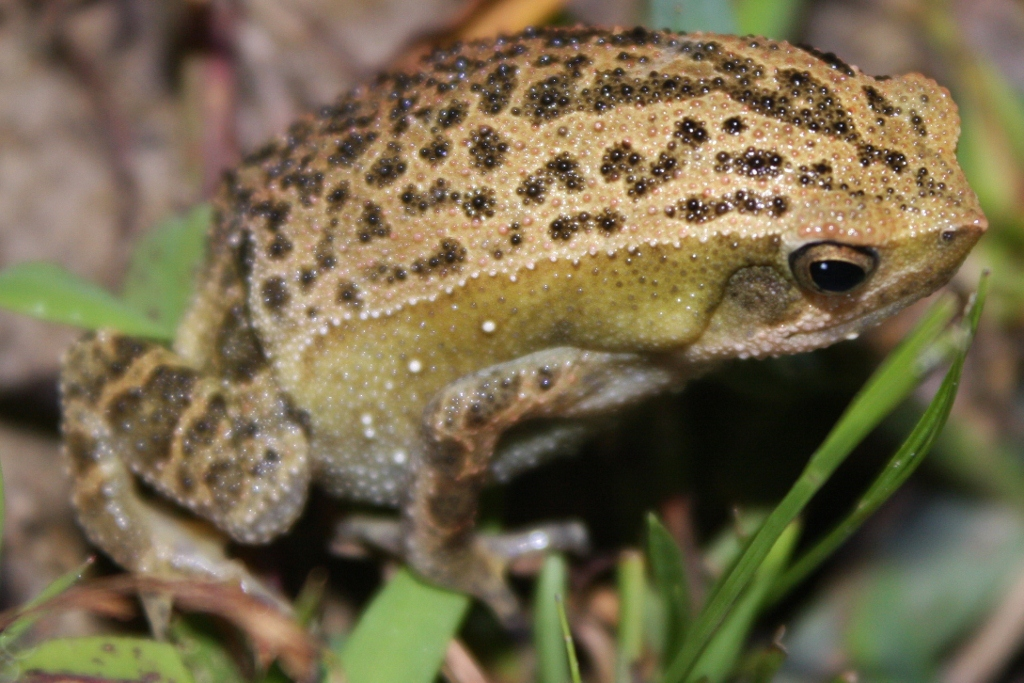
Kalophrynus interlineatus

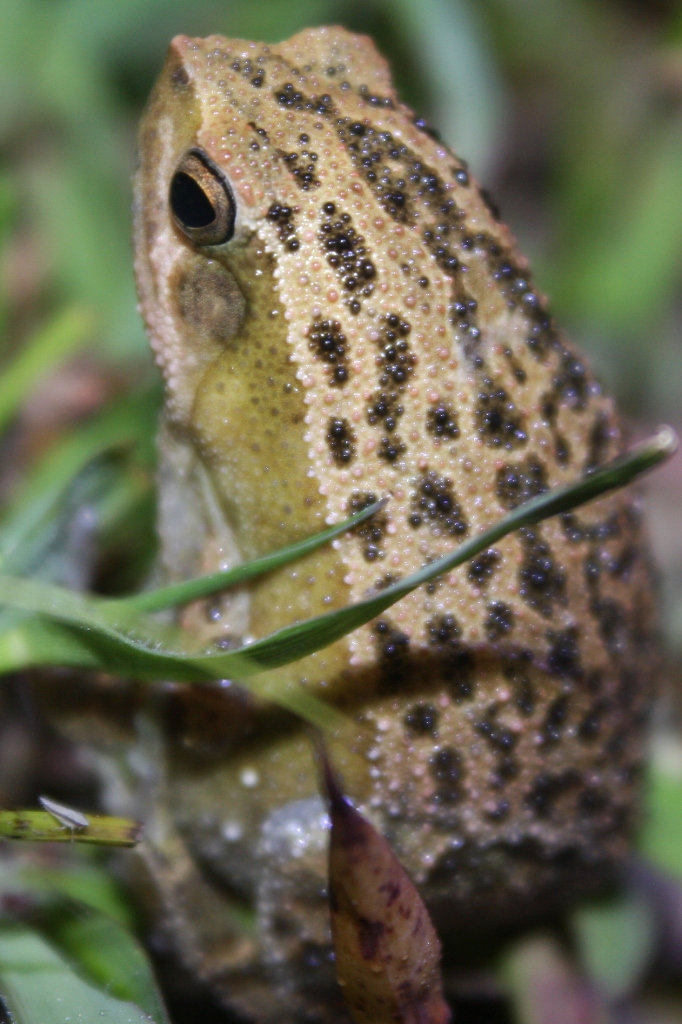
Kalophrynus interlineatus

Les mâles mesurent de 33,7 à 44,6 mm et les femelles de 35,0 à 46,4 mm.

## Taxinomie
Kalophrynus orangensis a été relevé de sa synonymie avec Kalophrynus interlineatus par Zug en 2015 où il avait été placé par Ohler et Grosjean en 2005.

## Publication originale
- Blyth, 1855 "1854" : Report of Curator, Zoological Department, for September 1854. Journal of the Asiatic Society of Bengal, vol. 23, p. 729-740 (texte intégral).